# Hermandad de Padre Jesús (Ayamonte)
La Cofradía de Padre Jesús es una hermandad de la Semana Santa de Ayamonte, en la comunidad autónoma de Andalucía (España).
Su nombre completo y oficial es Cofradía de Nuestro Padre Jesús Nazareno y María Santísima del Socorro. Realiza estación de penitencia en la madrugada del Viernes Santo con dos pasos, con la particularidad de que éstos no son acompañados por cortejo alguno, sino por el pueblo en general.

## Historia
Ya en la Edad Media, Alfonso X de Castilla en su famosa obra de las Cantigas de Santa María, escribe:

"Santa María de Ayamonte, riba d' Aguadiana, fez aparecer dous fios con que cossessen os panos do seu altar"
Cantiga CCLXXIII

Hay constancia de que, en el último cuarto del siglo XVI, una antigua imagen de la Virgen del Socorro era venerada en el hornabeque del mismo nombre, junto al desaparecido castillo de Ayamonte. Presumiblemente, en este siglo se fundaría la Cofradía de los Nazarenos de Ayamonte. No fue hasta 1677 cuando la imagen de la Virgen del Socorro fue trasladada a la capilla de la Casa Cuna, actual sede de la cofradía.
Ya en el siglo XX, la cofradía se reorganizó el 29 de septiembre de 1924 por el párroco de la Parroquia de Nuestro Señor y Salvador, Francisco Feria y Salas, constando como fecha de erección por parte del Arzobispado de Sevilla el 29 de febrero del mismo año, siendo arzobispo Eustaquio Ilundain y Esteban.

## Titulares

### Nuestro Padre Jesús Nazareno
La imagen de Nuestro Padre Jesús Nazareno, de autor anónimo, representa el momento en el que Jesús es ayudado por el Cirineo a cargar con la cruz camino del Calvario. Fue donada a la cofradía por Don Ginés Alonso Romero (1709 - 1774), que realizó frecuentes viajes a México en el contexto del comercio con las colonias españolas de las Indias. La imagen posee rasgos artísticos típicos de la imaginería colonial hispanoamericana, motivo por el cual, se baraja que la talla del señor pudiera tener su origen en Latinoamérica, si bien también existen otras teorías como que el origen de la imagen se encuentra en el círculo de escultores genoveses afincados en Cádiz entre los siglos XVII y XVIII.
La imagen del señor porta la cruz sobre su hombro izquierdo, así como potencias y corona de espinas realizadas en plata dorada.
Procesiona en un paso neobarroco dorado y tallado en 1951 por Francisco Domínguez, restaurado por José Garcés en 1986.

### María Santísima del Socorro
La imagen de María Santísima del Socorro se atribuye a Giacome Valandi hacia 1600. Sus rasgos son de angustia, representados por un fruncimiento de las cejas, los ojos prácticamente cerrados y la boca entreabierta.
Procesiona en un paso de palio restaurado en 1986 por los talleres de Viuda de Villareal, mientras que la saya bordada en oro en 1975 es obra de los talleres de Carrasquilla.